# Internationaler Rat der Christen und Juden
Der Internationale Rat der Christen und Juden (International Council of Christians and Jews, ICCJ) ist der internationale Dachverband von 38 nationalen christlich-jüdischen und interreligiösen Dialogorganisationen in 32 Ländern. Er wurde 1947 im Anschluss an die Konferenz von Seelisberg von Everett R. Clinchy mit Büros in Genf und Paris gegründet, formell erst auf der Fribourg-Konferenz 1948. Der ICCJ und viele seiner Mitgliedsorganisationen engagieren sich im abrahamischen Dialog, der Begegnung von Juden, Christen und Muslimen. 

## Geschichte
Der erste ehrenamtliche Vorstand bestand neben dem US-Amerikaner Clinchy aus dem britischen Juden Rufus Isaacs, 1. Marquess of Reading, dem französischen katholischen Philosophen Jacques Maritain und dem Protestanten und Rektor des Vassar College im Staat New York, Henry MacCracken, also hochangesehenen Repräsentanten. Zwei Rückschläge warfen das ICCJ nach 1948 zurück: Clinchys Umorientierung wegen einer weltweit geplanten Organisation an der Seite der UNESCO und die Haltung von Papst Pius XII., der dem ICCJ Indifferentismus vorwarf und die Katholiken deshalb vor der Mitarbeit im ICCJ warnte. Trotzdem gelang es über die Jahrzehnte die internationale Kooperation zu erhalten und auszuweiten, auch nach Israel.
Der Sitz des ICCJ befindet sich seit 1978 im restaurierten Martin-Buber-Haus in Heppenheim. Zuvor war es in Genf und London. Deutsche Mitgliedsorganisation des ICCJ ist der Deutsche Koordinierungsrat der Gesellschaften für Christlich-Jüdische Zusammenarbeit. Schon bei der Gründung vertreten war die 1947 gastgebende Schweiz durch die Christlich-Jüdische Arbeitsgemeinschaft in der Schweiz (CJA), Österreich seit 1956 durch den Koordinierungsausschuss für christlich-jüdische Zusammenarbeit.

## Aktivitäten
Seit 1985 verleiht der Rat jährlich den Sir Sigmund Sternberg Award für besondere Verdienste um den interreligiösen Dialog.

## Gremien
- Ehrenpräsidenten
  - George Leonard Carey vorm. Erzbischof von Canterbury
  - John T. Pawlikowski, OSM
  - Rabbiner David Rosen

- Vorstand
  - Pfr. Bo Sandahl, Schweden Präsident
  - Liliane Apotheker, Frankreich Vizepräsidentin
  - Pfr. Pavol Bargar, Tschechische Republik Vizepräsident
  - Abi Pitum, Deutschland, Schatzmeister
  - Pfr. Michael Trainor, Australien
  - Rabbi Samuel Szteinhendler, Chile
  - Willy Weisz, Österreich
  - Rev. Elliott Wright

- Generalsekretärin
  - Anette Adelmann, Deutschland

(Quelle:)